# DDR1

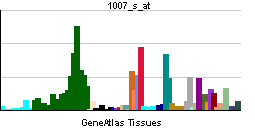
Patrón de expresión génica del gen DDR1.

La familia de receptores del dominio de discoidina, miembro 1, también conocida como DDR1 o CD167a (grupo de diferenciación 167a), es un gen humano.

## Función
Las tirosinas quinasas receptoras (RTK) juegan un papel clave en la comunicación de las células con su microambiente. Estas moléculas participan en la regulación del crecimiento, la diferenciación y el metabolismo celular. La proteína codificada por este gen es una RTK que se expresa ampliamente en células epiteliales normales y transformadas y es activada por varios tipos de colágeno. Esta proteína pertenece a una subfamilia de receptores de tirosina quinasa con una región de homología con la proteína de Dicyostelium discoideum (discoididina I) en su dominio extracelular. Su autofosforilación se consigue con todos los colágenos probados hasta ahora (tipo I a tipo VI). Un miembro de la familia estrechamente relacionado es la proteína DDR2. Los estudios in situ y el análisis de transferencia Northern mostraron que la expresión de esta proteína codificada está restringida a las células epiteliales, particularmente en el riñón, pulmón, tracto gastrointestinal y cerebro. Además, esta proteína se sobreexpresa significativamente en varios tumores humanos de mama, ovario, esófago y cerebro pediátrico. Este gen se encuentra en el cromosoma 6p21.3 cerca de varios genes HLA de clase I. El empalme alternativo de este gen da como resultado variantes de transcripción.